# Lemur šedý
Lemur šedý (Hapalemur griseus) je jediný lemur a jediný primát , který se adaptoval k životu v rákosí. Jeho zbarvení je šedé a má výrazný tupý čenich. Dorůstá do velikosti 80 cm (s ocasem) a hmotnosti 1 kg. Vyskytuje se stejně jako jiné druhy lemurů na Madagaskaru a to v jeho severní a východní části. Žije ve skupinách, které mají 3–5 členů, ale mohou vytvořit skupiny až o 40 členech a vede je vždy jeden dominantní samec. Živí se listy, výhonky, pupeny a dření rákosu ve kterém žijí.